# Teofana
Teofana (nemška izgovarjava: [te.o.fa.ˈnuː]; tudi Theophania, Theophana ali Theophano; srednjeveško grško Θεοφανώ ;  ok. 955 AD – 15. junij 991) je bila cesarica Svetega rimskega cesarstva po poroki s cesarjem Otonom II. in regentka cesarstva v času mladoletnosti njunega sina, cesarja Otona III., od leta 983 do svoje smrti leta 991. Bila je nečakinja bizantinskega cesarja Janeza I. Cimiskesa. Bila je znana kot močna in sposobna vladarica. Njen položaj v zgodovini imperija je bil v marsičem izjemen. Po Wilsonovih besedah je "postala edina soproga, ki je prejela naziv 'socesarica' (coimperatrix augusta), in bilo je predvideno, da bo uspela kot edina vladarica, če bo Oton II. umrl brez sina." 

## Zgodnje življenje
Po poročnem listu, izdanem 14. aprila 972, je Teofana identificirana kot neptis (nečakinja ali vnukinja) cesarja Ivana I. Cimiska – 925–976 – vladal 969–976), ki je bil armenskega in bizantinsko grškega porekla. Bila je izredne plemiške dediščine: Vita Mahthildis jo identificira kot augusti de palatio, Annales Magdeburgenses pa jo opisujejo kot Grecam illustrem imperatoriae stirpi proximam, ingenio facundam. Novejše raziskave se strinjajo, da je bila najverjetneje hči Cimiskejevega svaka (iz njegovega prvega zakona) Konstantina Sklerosa (okoli 920 – 989) in sestrične Sofije Fokas, hčerke Kouropalatesa Leva Fokasa, brata cesarja Nikifora II. (okoli 912 – 969).   

## Poroka
Teofana ni bila rojena v škrlatu, kot bi si Otonci želeli. Saški kronist škof Thietmar iz Merseburški piše, da je bila Otonska naklonjenost Ani Porfirogeniti, hčerki pokojnega cesarja Romana II. Teofanin stric Ivan I. Cimisk je leta 969 strmoglavil svojega predhodnika Nikeforja II. Fokasa. Teofano je na poroko nazaj v Rim pospremila delegacija nemških in italijanskih cerkvenih dostojanstvenikov in plemičev. Ko je otonski dvor odkril, da Teofana ni potomec makedonske dinastije, kot se je domnevalo, so Otonu I. nekateri rekli, naj Teofano pošlje nazaj. Njegovi svetovalci so verjeli, da bi Teofanino razmerje do uzurpatorja Ivana Cimiska razveljavilo poroko kot potrditev Otona I. kot cesarja Svetega rimskega cesarstva. Prepričali so ga, da ji je dovolil ostati, ko je bilo poudarjeno, da se je Ivan Cimisk poročil s Teodoro, članico makedonske dinastije in sestro cesarja Romana II. Ivan je bil torej Makedonec, po poroki, če že ne po rodu. Oton I. je moral biti prepričan, saj sta se Teofana in Otonov dedič Oton II. poročila 14. aprila 972.
Papeževo sklicevanje na cesarja Nikeforja II. kot na "cesarja Grkov"  v pismu, medtem ko je bil Otonov veleposlanik, škof Liutprand Kremonski, na bizantinskem dvoru, je uničilo prvi krog poročnih pogajanj. Z vzponom Ivana I. Cimiska, ki ni bil osebno imenovan drugače kot rimski cesar, so se pogajanja o pogodbi lahko nadaljevala. Vendar so bili uspešno zaključeni šele, ko je v Carigrad prispela tretja delegacija, ki jo je vodil kölnski nadškof Gero. Po končanih poročnih pogajanjih je Teofano in Otona II. aprila 972 poročil papež Janez XIII., ona pa je bila isti dan v Rimu okronana za cesarico Svetega rimskega kraljestva. Glede na knjigo Karla Leysersja Communications and Power in Medieval Europe: Carolingian and Ottonian, izbira Otona I. ni bilo "iskati v jeziku visoke politike", saj je bila njegova odločitev nazadnje sprejeta na podlagi zavarovanja njegove dinastije z rojstvom naslednjega otonskega cesarja. 

## Cesarica
Oton II. je svojega očeta nasledil 8. maja 973. Teofana je svojega moža spremljala na vseh njegovih potovanjih in omenjena je v približno četrtini cesarjevih uradnih dokumentov - dokaz njenega privilegiranega položaja, vpliva in zanimanja za zadeve cesarstva. Znano je, da je bila pogosto v sporu s svojo taščo Adelajdo Italijansko. Mladi par in Adelajda so trčili v več zadevah, vključno z zgodnjo povezanostjo Adelajde s Henrikom Prepirljivcem.   Po navedbi opata Odila iz Clunyja je bila Adelajda zelo vesela, ko je "tista Grkinja" umrla.
Kljub temu si je cesarski par uspel pridobiti zaupanje svojih zaveznikov na Državnem zboru v Wormsu leta 973, nato pa sta skupaj potovala po državi, iskala nova zavezništva in krepila stare vezi. Mlada Teofana je pokazala diplomatske sposobnosti in se pokazala kot dejavna partnerica v političnih pogajanjih.
Benediktinski kronist Alpert iz Metza opisuje Teofano kot neprijetno in klepetavo žensko. Teofano so tudi kritizirali, ker je v Francijo in Nemčijo uvedla nova luksuzna oblačila in nakit. Teolog Peter Damian celo trdi, da je imela Teofana ljubezensko razmerje z Janezom Filagatom, grškim menihom, ki je kratek čas vladal kot protipapež Janez XVI. 
Oton II. je nenadoma umrl 7. decembra 983 v starosti 28 let, verjetno zaradi malarije. Njegov triletni sin Oton III . je bil že imenovan za rimskega kralja med dieto, ki je bila tistega leta na binkošti v Veroni. Za božič ga je Teofana dala okronati od nadškofa iz Mainza Viligisa v aachenski stolnici, pri čemer je sama vladala kot cesarica regentka v njegovem imenu. Po smrti cesarja Otona II. je utrechtski škof Folcmar svojega bratranca, bavarskega vojvodo Henrika Prepirljivca, izpustil iz pripora.  Vojvoda Henrik se je povezal s kölnskim nadškofom Warinom in spomladi 984 ugrabil njegovega nečaka Otona III., medtem ko je bila Teofana še v Italiji v kraljevi palači v Pavii. Kljub temu je bil prisiljen predati otroka njegovi materi, ki sta jo podprla nadškof Willigis iz Mainza in škof Hildebald iz Wormsa.

## Regentstvo

### Utrditev oblasti
Teofana je Svetemu rimskemu cesarstvu kot regent vladala pet let, od maja 985 do njene smrti leta 991, kljub zgodnjemu nasprotovanju otonskega dvora. Pravzaprav so se številne kraljice v desetem stoletju zaradi moških vladarjev, ki so umrli predčasno, znašle na oblasti, kar je ustvarilo dobo večje raznolikosti. Njena moč kraljice, cesarice in regentke je temeljila na saški tradiciji (ki je ženskam dodeljevala enakovredno vlogo v družini), bizantinskem vplivu (ki je predstavljal model ženskega dvojnika cesarju) in dediščini njene tašče Adelajde.   Znano je, da sta se Teofana in njena tašča Adelajda med regentstvom cesarice pogosto udarili z glavami – Adelajda Italijanska naj bi jo celo omenjala kot »tisto grško cesarico«. Teofanino rivalstvo s taščo je po mnenju zgodovinarja in pisatelja Simona Macleana napihnjeno. Teofanino »grštvo« ni bilo splošno vprašljivo. Poleg tega je obstajalo na zahodu veliko občudovanje kulture, ki je obkrožala bizantinski dvor, ki je zanemarjala večino kritik njenega grškega porekla.
Teofana ni ostala le kot podoba Otonskega cesarstva, ampak kot vpliv znotraj Svetega rimskega cesarstva. Med vladavino svojega moža Otona II. je posegla v upravljanje cesarstva skupno šestinsedemdesetkrat - kar je morda predznak njenega regentstva. Njeno prvo dejanje kot regentke je bila zagotovitev njenemu sinu Otonu III. dedovanje Svetega rimskega cesarstva. Teofana je tudi postavila svoje hčere na oblast, tako da jim je dala visoke položaje v vplivnih ženskih samostanih po vsem zahodu, ki so mu vladali Otonci, in s tem zagotovila oblast vsem svojim otrokom. Sprejemala je veleposlanike in se razglašala za "imperatorko" ali "imperatrix", kot sta to storili njeni sorodni sodobnici Irena Atenska in Teodora; začetni datum njene vladavine je 972, leto njene poroke s pokojnim Otonom II.  Teofanino regentstvo je čas precejšnjega miru, saj so leta 985-991 minila brez večjih kriz.

### Notranji mir, diplomacija, vojskovanje in kulturni dosežki
Na severu je sklenila pogodbo z danskim kraljem Erikom VII. Danskim (Seghersell), ki je spodbujala zavezništvo proti slovanskim plemenom ter okrepila trgovske in kulturne povezave. Na vzhod je poslala odposlance k Vladimirju Velikemu iz Kijeva, ki je bil poročen z bizantinsko princeso Ano (sestro cesarja Vasilija II . Economou ugotavlja, da je imel Teofano v mislih 'družino kraljev', vzporedno z bizantinsko tradicijo: cesar je bil 'oče' drugih kraljev, ki so bili njegovi 'sinovi' in 'prijatelji' (amici) v neke vrste družinska hierarhija. Bizantinski model odnosov med cesarjem in patriarhom je prevzela tudi v odnosih s papežem (Ostrogorsky 1956b). 'Družina' zahodnega cesarstva je vključevala poljskega vojvodo Mieszka I., Češko in Madžarsko.«  Njen model cesarske vladavine, pod vplivom bizantinskih in starorimskih idej, sta prevzela Oton II. in zlasti Oton III. jo je razvil naprej (čeprav je njegova nenadna smrt v zgodnji mladosti preprečila, da bi postala uveljavljen temelj za prihodnost  .
Teofana je uvedla bizantinski protokol, »ki je vplival na oblačenje, krone in nakit, prehranjevalne navade in posodo, celo pohištvo«. Njeno spremstvo učenjakov je v cesarstvo prineslo postopke bizantinskih odvetnikov. Od nje izvira tudi kult svetega Nikolaja v cesarstvu. 
Ker je z možem in sinom pospeševala trgovino v cesarstvu, so bili Magdeburg in njegovi trgovci deležni različnih privilegijev. Zgodovinski dokazi kažejo na močno komercialno dejavnost v regijah od Lüneburga do Halleja . Tu so sledovi bizantinskih, slovanskih in tudi arabskih trgovcev.
Kot pri mnogih bizantinskih regentih je tudi Teofana raje imela diplomacijo, vendar je po potrebi vodila vojne in sprejela osebno tveganje. Sama je izvedla vsaj eno (uspešno) vojaško odpravo – kar se je zgodilo leta 987, ko je s cesarsko vojsko korakala na pomoč škofu Liege proti grofu Bloisu in Troji.
Zaradi bolezni, ki se je začela leta 988, je Teofana nazadnje umrla v Nijmegnu in bila leta 991 pokopana v cerkvi sv. Pantaleona blizu njenega doma v Kölnu. Kronist Thietmar jo je pohvalil takole: » Čeprav je bila Teofana šibkejšega spola, je imela zmernost, zaupanja vredna in dobre manire. Na ta način je z moško budnostjo varovala kraljevo oblast za svojega sina, prijazna do vseh tistih, ki so bili pošteni, vendar z grozljivo premočjo pred uporniki .« 
Ker je bil Oton III. še otrok, je njegova babica Adelajda Italijanska prevzela regentstvo, dokler Oton III. ni postal dovolj star, da je lahko vladal sam.

## Komemoracija
Nagrada cesarice Teofane, ki jo podeljuje Fundacija cesarice Teofane s sedežem v Solunu, "nagrajuje posameznike ali organizacije, ki izjemno prispevajo k premoščanju zgodovinskih raznolikosti Evrope." 
Ob tisočletnem spominu na njeno smrt je bilo organiziranih več dogodkov v Nemčiji in na Nizozemskem.

## Otroci
- Adelajda I., opatinja Quedlinburga in Gandersheima, rojena 973/974, umrla 1045.
- Sofija I., opatinja Gandersheima in Essna, rojena oktobra 975, [32] umrla 1039.
- Matilda, rojena poleti 978, umrla 1025; ki se je poročila z Ezzom, palatinskim grofom  Lotaringije .
- Oton III., cesar Svetega rimskega cesarstva, rojen konec junija/začetek julija 980.
- Hči, Otonova dvojčica, ki je umrla pred 8. oktobrom 980.